# 에쿼린

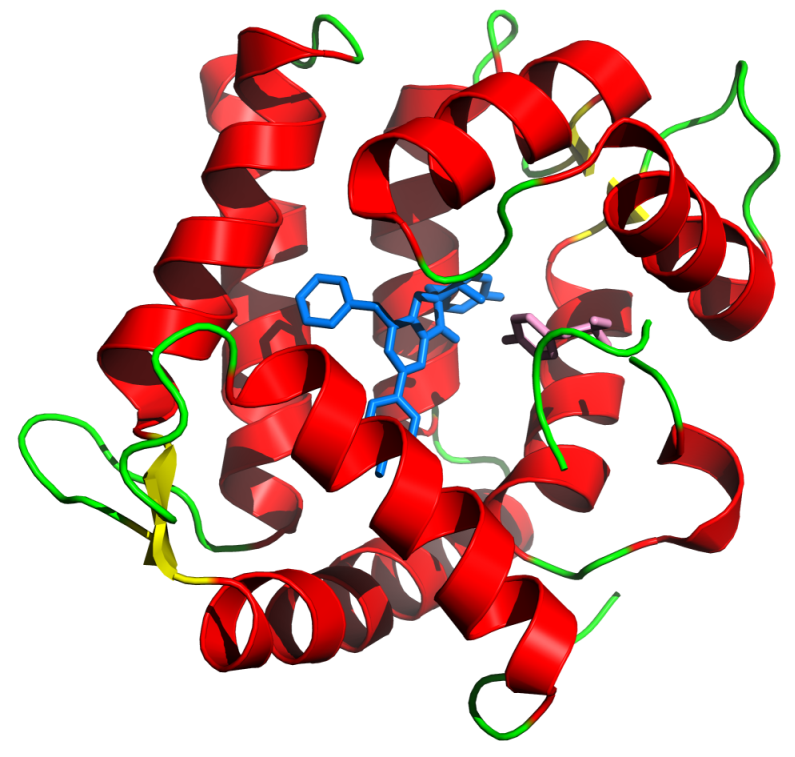
에쿼린(Aequorin)

에쿼린(영어: aequorin)은 발광 해파리에 존재하는 발광단백질(photoprotein)로, 칼슘 이온 처리 시, 푸른빛을 방출한다. 에쿼린은 시모무라 오사무에 의해 발광 해파리인 Aequorea에서 처음 분리, 발견되었다. 에쿼린의 발광 현상은 생명에 무해하고 칼슘 이온의 농도에 따라 세심하게 조절되므로, 세포 내 칼슘 이온을 관찰 하는데 주로 사용된다.
에쿼린은 아포단백질인 아포에쿼린과 보결 분자단인 coelenterazine으로 구성되어 있다. 칼슘 이온이 아포에쿼린에 결합하면 아포에쿼린의 3차 구조에 변화가 생기면서 coelenterazine을 흥분시켜서 coelenteramide로 변환시킨다. 흥분한 coelenteramide는 바닥상태로 돌아오면서 469 nm 파장의 푸른빛을 방출한다. 칼슘이 아포에쿼린에서 떨어지면 coelenterazine이 다시 재생될 수 있으며, 에쿼린은 원래 상태로 돌아오게 된다.
발광 해파리 Aequorea 내에서, 에쿼린에 칼슘 이온이 결합하면 푸른 빛이 나오는데, 이는 Aequorea 내의 녹색형광단백질(GFP)를 흥분시켜서 녹색 형광을 띄게 한다.